# 荒川美穂
荒川 美穂（あらかわ みほ、1987年12月4日 - ）は、日本の女性声優。東京俳優生活協同組合所属。宮城県仙台市出身。

## 経歴
11歳の時に看護師をしている親戚がいたため、漠然とナースになりたいと思うようになる。
元々漫画『シャーマンキング』に熱中しており、本作のヒロインの恐山アンナが好きだった。後に『シャーマンキング』がアニメ化され、DVDを買ったところ恐山アンナを演じた林原めぐみの声がイメージ通りで驚き、この頃から声優という仕事を意識し始めた。
また小さいころから看護師になりたいという気持ちもあったため、声優と看護師を目指す。
2009年に俳協ボイスアクターズスタジオ第36期生になり、2010年より東京俳優生活協同組合所属となる。
看護師資格を持っており、2011年ごろまでは看護師として実際に病院で看護業務を行っていた。

## 人物
声種はソプラノ。
趣味はお菓子作り、フルート。特技は水泳。
座右の銘は「冬来たりなば、春遠からじ」。好きな言葉は「幸せは自分の心が決める」。
高校時代は合唱部に所属してコンクールで金賞を獲ったこともある。
尊敬する(目標とする)声優は堀江由衣。

## 出演
太字はメインキャラクター。

### テレビアニメ
2011年
- それいけ!アンパンマン（2011年 - 、ネコ美、なきうさぎ、しいたけくん〈5代目〉）
- ベン・トー（女店員）
- 輪るピングドラム（高倉陽毬、ペンギン3号）

2012年
- HUNTER×HUNTER（シズク、エリザ）
- ポケットモンスター ベストウイッシュ シーズン2（2012年 - 2013年、女の子、ヘレナ）

2013年
- COPPELION（未来）
- 直球表題ロボットアニメ（カトウ）
- 八犬伝―東方八犬異聞―（ちかげ） - 2シリーズ

2014年
- 悪魔のリドル（英純恋子）
- ウィザード・バリスターズ 弁魔士セシル（甲原角美）
- ガールフレンド（仮）（柊真琴）
- ハピネスチャージプリキュア!（幸代）
- 魔法少女大戦（青葉鳴子）

2015年
- 俺物語!!（玲）
- バトルスピリッツ 烈火魂（天魔市）
- ユリ熊嵐（百合城銀子）

2016年
- 想いのかけら（陽菜の母）
- ダンガンロンパ3 -The End of 希望ヶ峰学園- 絶望編 / 希望編（ソニア・ネヴァーマインド）

2017年
- サクラダリセット（魔女（少女））

### 劇場アニメ
- 劇場版 HUNTER×HUNTER 緋色の幻影（2013年、シズク[23]）
- 沖縄美ら海水族館～海からのメッセージ～（2014年、磯村洋（弟）[24]）
- TIME DRIVER 僕らが描いた未来（2018年、美波アイ、ちびアイ）
- デジモンアドベンチャー LAST EVOLUTION 絆（2020年、女性客）
- RE:cycle of the PENGUINDRUM（2022年、高倉陽毬[25][26]） - 前後編[一覧 2]

### OVA
- 暗殺教室（2013年、奥田愛美）※ジャンプスーパーアニメツアー2013上映作品
- 悪魔のリドル 第十三問（2014年、英純恋子）
- デジモンアドベンチャー tri.（2015年 - 2018年、望月芽心[27]）

### ゲーム
2012年
- 乙女ぶれいく!（ヴァージニア・S・サオトメ）
- ガールフレンド（仮）（柊真琴）
- スーパーダンガンロンパ2 さよなら絶望学園（ソニア・ネヴァーマインド）

2013年
- 幻獣姫（メフィストフェレス）
- ダンガンロンパ1・2 Reload（ソニア・ネヴァーマインド）
- LORD of VERMILION III (コノハナサクヤ)

2014年
- グリモア〜私立グリモワール魔法学園〜（シャルロット・ディオール）
- ヒーローズプレイスメント（保島春）
- 魔法少女大戦 ZANBATSU（青葉鳴子）

2015年
- アルカディアの蒼き巫女（イノリ）
- グランキングダム（プレシア・テラー）
- グランブルーファンタジー（2015年 - 2024年、クラウディア）
- 夏色ハイスクル★青春白書（郡山蘭子 / キク）
- NORN9 LAST ERA（加賀見和葉）
- ファイアーエムブレムif（ベロア）
- ブレイブソード×ブレイズソウル（マビノギオン）

2016年
- アイドル事変（鳳京奏）

2017年
- クイズRPG 魔法使いと黒猫のウィズ（フレイ・エレン）
- 幻獣契約クリプトラクト（2017年 - 2022年、メープル、コーデリア）

2019年
- ファイアーエムブレム ヒーローズ（2019年 - 2020年、ベロア、シグルーン）

2020年
- アークナイツ（セイロン）

2022年
- ライブアライブ（アリシア）

2023年
- ディシディア ファイナルファンタジー オペラオムニア（レオノーラ）

2024年
- けものフレンズ3（メガテリウム）

### ドラマCD
- Serengeti 第1巻（芦住望加[45]）
- タシロ計画SS（阿部サクラ[46]）
- つきツキ! 〜呪いの刀は寂しがり屋〜（南桜花[47]）
- マンガで分かる心療内科（官越いやし[48]）
- メイド喫茶 JAMのフシギな一日〜Would you like a Riddle?〜（叶ちひろ[49]）
- ラディカル・ホスピタル（桃山舞）
- スーパーダンガンロンパ2 アナザーストーリーCD 桃版（ソニア・ネヴァーマインド）

### ラジオ
※はインターネット配信。
- ラジオどっとあい 荒川美穂のちぃちゃなできごと（2011年、BBQR※）[50]
- はみらじ!!（2012年 - 2015年、超!A&G+※）
- four-tune!（2012年 - 2014年、マリン・エンタテインメント※）
- ゆのみのYou kNow Me!!!（2015年 - 2017年、超!A&G+※）
- RADIO of VERMILION〜マナタワー放送局〜（2016年 - 2017年、超!A&G+※・AG-ON Premium※）[51]
- SUBARU Wonderful Journey 〜土曜日のエウレカ〜（2020年 - 2023年、TOKYO FM）[52]

### ナレーション
- よるべん（2012年 - 2013年、TBS）

### テレビ
- アニメびぃ〜と（2011年 - 2012年、バンダイナムコライブTV）
- ふじびじインフォMAX（フジテレビ）
- イージートーン キュートブーツの宣伝 【共演・村川梨衣】 （2013年）
- アニメマシテ（2014年、テレビ東京、MC[53]）

### 映像作品
- はみらじ!! DVD vol.1（2012年9月9日）
- はみらじ!! DVD vol.2（2013年4月28日）
- four-tune! DVD すてっぷ わんっ（2013年9月25日）
- はみらじ!! DVD vol.3（2014年1月29日）
- 人狼バトル～missing girl in fairyland～[54]（2014年2月12日）

### その他
- iPhoneアプリ 萌えガチャ（柊真琴）
- Trillion Starlights（星乃希[55]）
- 戦う!書店ガール（第4話 2015年5月5日  コミック朗読会の声優さん役）

## ディスコグラフィ

### キャラクターソング
| 発売日   | 商品名                                                             | 歌                                                                                      | 楽曲 | 備考                                                     |
| 2011年   | 2011年                                                             | 2011年                                                                                  | 2011年 | 2011年                                                   |
| -------- | ------------------------------------------------------------------ | --------------------------------------------------------------------------------------- | --- | -------------------------------------------------------- |
| 12月21日 | 輪るピングドラム キャラクターソングアルバム「HHH」                 | トリプルH                                                                               | 「ROCK OVER JAPAN」 「イカレちまったぜ!!」 「BAD NEWS（黒い予感）」 「魂こがして」 「ダディーズ・シューズ」 「Private Girl」 「HIDE and SEEK」 「朝のかげりの中で」 「灰色の水曜日」 「HEROES〜英雄たち」 | テレビアニメ『輪るピングドラム』キャラクターソング       |
| 2012年   |                                                                    |                                                                                         | |                                                          |
| 8月22日  | 見つけなくちゃ!乙女心!!                                            | 早乙女乙芽（上村彩子）、早乙女すぴか（堀江由衣）、ヴァージニア・S・サオトメ（荒川美穂） | 「見つけなくちゃ!乙女心!!」 | ゲーム『乙女ぶれいく!』主題歌                            |
| 2013年   |                                                                    |                                                                                         | |                                                          |
| 6月26日  | 関連曲集ロボットアニメ                                             | カトウ（荒川美穂）                                                                      | 「藁演歌」 | テレビアニメ『直球表題ロボットアニメ』キャラクターソング |
| 8月27日  | トリリオンスターライツ                                             | 星乃希（荒川美穂）                                                                      | 「トリリオンスターライツ」 「MUGO・ん」 |                                                          |
| 2014年   |                                                                    |                                                                                         | |                                                          |
| 5月14日  | 黒組曲・序                                                         | 10年黒組                                                                                | 「QUEEN」 | テレビアニメ『悪魔のリドル』エンディングテーマ           |
| 6月11日  | 黒組曲・破                                                         | 10年黒組                                                                                | 「THE LAST PARTY」 | テレビアニメ『悪魔のリドル』エンディングテーマ           |
| 7月9日   | 黒組曲・急                                                         | 荒川美穂as英純恋子                                                                      | 「イノチノカラクリ」 | テレビアニメ『悪魔のリドル』エンディングテーマ           |
| 7月9日   | 黒組曲・急                                                         | 10年黒組                                                                                | 「仰げば尊し」 | テレビアニメ『悪魔のリドル』挿入歌                       |
| 2015年   |                                                                    |                                                                                         | |                                                          |
| 2月25日  | あの森で待ってる                                                   | 百合城銀子（荒川美穂）、百合ヶ咲るる（生田善子）、椿輝紅羽（山根希美）                  | 「I MET A BEAR」 | テレビアニメ『ユリ熊嵐』キャラクターソング               |
| 3月25日  | TERRITORY                                                          | 百合城銀子（荒川美穂）、百合ヶ咲るる（生田善子）、椿輝紅羽（山根希美）                  | 「TERRITORY」 | テレビアニメ『ユリ熊嵐』エンディングテーマ               |
| 3月25日  | TERRITORY                                                          | 百合城銀子（荒川美穂）、百合ヶ咲るる（生田善子）、椿輝紅羽（山根希美）                  | 「断絶3」 | テレビアニメ『ユリ熊嵐』キャラクターソング               |
| 2017年   |                                                                    |                                                                                         | |                                                          |
| 3月29日  | デジモンアドベンチャー tri.キャラクターソング 選ばれし子どもたち編 | 望月芽心（荒川美穂）                                                                    | 「芽生えた強さ」 | OVA『デジモンアドベンチャー tri.』関連曲                 |
| 5月17日  | ガールフレンド（仮） キャラクターソングシリーズ Vol.05             | フレッシュあらもーど                                                                    | 「ふわり*ススメ」 | ゲーム『ガールフレンド（仮）』関連曲                     |
| 5月17日  | ガールフレンド（仮） キャラクターソングシリーズ Vol.05             | 柊真琴（荒川美穂）                                                                      | 「ココロセンチ」 | ゲーム『ガールフレンド（仮）』関連曲                     |
| 2018年   |                                                                    |                                                                                         | |                                                          |
| 5月2日   | Butter-Fly〜tri.Version〜                                          | 選ばれし子どもたち、デジモンシンカーズ、宮﨑歩、AiM with 和田光司                       | 「Butter-Fly〜tri.Version〜」 | OVA『デジモンアドベンチャー tri.』エンディングテーマ     |

### その他参加作品
| 発売日         | 商品名                                                       | 歌                    | 楽曲                        | 備考                                                           |
| -------------- | ------------------------------------------------------------ | --------------------- | --------------------------- | -------------------------------------------------------------- |
| 2012年6月2日   | 元気曜日                                                     | ゆのみ with 東アニ萌7 | 「元気曜日」                | ラジオ『はみらじ!!』テーマソング                               |
| 2013年9月25日  | テレビアニメ『八犬伝―東方八犬異聞―』Vol.7 BD初回限定版特典CD | 明坂聡美・荒川美穂    | 「Luna Rainbow」            | テレビアニメ『八犬伝―東方八犬異聞―』キャラクターイメージソング |
| 2013年9月25日  | ふわり☆ぶらんにゅーでい                                      | ゆのみ                | 「ふわり☆ぶらんにゅーでい」 | ラジオ『はみらじ!!』テーマソング                               |
| 2014年10月29日 | Melty Heart Magic                                            | ゆのみ                | 「Melty Heart Magic」       | ラジオ『はみらじ!!』テーマソング                               |
| 2017年3月8日   | キミガール                                                   | ゆのみ                | 「キミガール」              | Webラジオ『ゆのみのYou kNow Me!!!』オープニングテーマ          |
| 2017年3月8日   | キミガール                                                   | ゆのみ                | 「You kNow Me!!!」          | Webラジオ『ゆのみのYou kNow Me!!!』関連曲                      |
| 2017年3月8日   | キミガール                                                   | ゆのみ                | 「雨音につつまれて」        | Webラジオ『ゆのみのYou kNow Me!!!』エンディングテーマ          |

### シリーズ一覧
1. ↑  第1期（2013年）、第2期（2013年）
2. ↑  『[前編] 君の列車は生存戦略』、『[後編] 僕は君を愛してる』

### ユニットメンバー
1. ↑  高倉陽毬（荒川美穂）、伊空ヒバリ（渡部優衣）、歌田光莉（三宅麻理恵）
2. 1 2  諏訪彩花、金元寿子、南條愛乃、浅倉杏美、内村史子、内田愛美、三澤紗千香、大坪由佳、荒川美穂、佳村はるか、安済知佳、沼倉愛美、山田悠希
3. ↑  小日向いちご（竹達彩奈）、柊真琴（荒川美穂）、森園芽以（三上枝織）、山野こだま（南里侑香）
4. ↑  八神太一（花江夏樹）、武之内空（三森すずこ）、石田ヤマト（細谷佳正）、泉光子郎（田村睦心）、太刀川ミミ（吉田仁美）、高石タケル（榎木淳弥）、城戸丈（池田純矢）、八神ヒカリ（M・A・O）、望月芽心（荒川美穂）
5. ↑  アグモン（坂本千夏）、ピヨモン（重松花鳥）、ガブモン（山口眞弓）、テントモン（櫻井孝宏）、パルモン（山田きのこ）、パタモン（松本美和）、ゴマモン（竹内順子）、テイルモン（徳光由禾）、メイクーモン（森下由樹子）
6. 1 2  荒川美穂、大坪由佳、山本希望